# 투 브로크 걸스
투 브로크 걸스(2 BROKE GIRLS)는 2011년 9월 19일부터 2017년 4월 17일까지 CBS에서 방영한 시트콤이다.

## 배역
- 주연
- 맥스 블랙(Max Black) - 캣 데닝스(Kat Dennings)
- 캐롤라인 채닝(Caroline Channing) - 베스 베어스(Beth Behrs)
- 올렉(Oleg) - 조나단 카이트(Jonathan Kite)
- 얼(Earl) - 가렛 모리스(Garrett Morris)
- 한 리(Han Lee)[브라이스 리(Bryce Lee)] - 매튜 모이(Matthew Moy)
- 소피 쿠첸스키 - 제니퍼 쿨리지(Jennifer Coolidge)

- 조연
- 조니(Johnny) - 닉 자노(Nick Zano)
- 피치(소셜 댄서)
- 로비(맥스 남자친구)
- 마틴 채닝(캐롤라인 채닝 父)
- 윌리엄(캐롤라인 前남자친구)
- 카산드라(조니 여자친구)
- 메리(크리스마스 엘프 아르바이터)